# Felix Schoft
Felix Schoft (* 6. Juli 1990 in Garmisch-Partenkirchen) ist ein ehemaliger deutscher Skispringer. Er startete für den Skiclub Partenkirchen und gehörte dem deutschen B-Nationalkader an.

## Werdegang
Schoft begann 1997 das Skispringen im Alter von sechs Jahren. 2000 gewann er mit zehn Jahren den Bayerncup. 2005 kam der Durchbruch: Der Partenkirchener siegte in einem Springen des Deutschlandpokals. Noch im selben Winter feierte er einen Sieg im Alpencup. 2006 wurde er deutscher Jugendmeister und kam im FIS-Schüler-Grand-Prix auf das Podest. Im Dezember 2006 wurde er in das Continental-Cup-Team berufen und wurde in Engelberg 21., im zweiten Springen einen Tag später belegte er sogar Rang 13.
Nach diesen guten Ergebnissen wurde Schoft in die Nationale Gruppe zum Neujahrsspringen der Vierschanzentournee 2006/07 in Garmisch-Partenkirchen berufen. Dort überzeugte er in der Qualifikation mit einer Weite von 116,5 Metern und wäre damit für den Wettkampf qualifiziert gewesen. Doch ein nicht regelkonformer Sprunganzug führte zur Disqualifikation. Trotzdem nominierte Bundestrainer Peter Rohwein den jungen Deutschen für das dritte Springen der Tournee nach, nachdem Georg Späth zuvor nicht überzeugen konnte. In Innsbruck gab er sein Debüt im Weltcup und verpasste er als 36. das Finale. Knapp ein Jahr später machte Schoft beim Neujahrsspringen 2008 sein nächstes Weltcupspringen. Dort und beim Springen in Bischofshofen verpasste er den Finaldurchgang deutlich, im Val di Fiemme als 31. nur um einen Platz. Bei den Junioren-Weltmeisterschaften 2008 in Zakopane gewann Schoft die Goldmedaille im Teamwettbewerb.
Zum Auftakt der Saison 2008/09 gehörte Schoft zum Stammkader Deutschlands. Als 36. konnte er in Kuusamo zwar erneut nicht den Finaldurchgang erreichen, doch beim Mannschaftsspringen am selben Tag schaffte er mit dem deutschen Team, zu dem auch Michael Uhrmann, Martin Schmitt und Michael Neumayer gehörten, überraschend den dritten Platz und damit eine Podiumsplatzierung. Beim Springen am 14. Dezember 2008 in Pragelato erreichte er mit Platz 17 seine ersten Weltcuppunkte sowie sein bestes Einzelergebnis im Weltcup, das er am 16. Januar 2011 in Sapporo einstellen konnte. Ein weiterer Höhepunkt der Saison wurde die Teilnahme an der Vierschanzentournee. Bei der Junioren-WM 2009 in Štrbské Pleso erreichte er mit dem Team den Vizeweltmeister-Titel. Aufgrund der guten Leistungen in dieser Saison nominierte der Bundestrainer ihn als fünften Springer bei der Nordischen Skiweltmeisterschaft 2009 in Liberec. In Hinterzarten konnte Schoft den Vizeweltmeistertitel bei der Junioren-Weltmeisterschaft 2010 im Team verteidigen; im Einzel erreichte er den sechsten Platz.
Nachdem Schoft sich zu Beginn der Saison 2011/12 nicht dauerhaft im Weltcup durchsetzen konnte, wurde er wieder im Continental Cup eingesetzt und konnte beim Springen in Sapporo am 21. Januar 2012 seinen ersten Sieg auf Schnee erzielen. Zuvor hatte er bereits im September 2008 ein Sommerspringen des Continental Cups in Oberstdorf für sich entscheiden können.
Auch in der Saison 2012/13 kam Schoft nur zu wenigen Weltcup-Einsätzen und sprang vorrangig im Continental Cup. Er erreichte dabei einmal die Punkteränge im Weltcup als 23. in Harrachov. Am 11. Januar 2013 erzielte er auf der Normalschanze in Sapporo seinen dritten Sieg im COC.
In der Saison 2013/14 wurde Schoft nicht mehr im Weltcup eingesetzt. Nach der Teilnahme an letzten Wettbewerben im Rahmen von FIS- und Continental-Cup im Februar 2014 beendete er seine Karriere.

## Privates
Privat lebt Schoft in Garmisch-Partenkirchen. In Bad Endorf ist er zum Bundespolizisten ausgebildet worden. Im September 2011 hat er die Ausbildung erfolgreich abgeschlossen und ist Polizeimeister.

## Erfolge

### Continental-Cup-Siege im Einzel
| Nr. | Datum              | Ort                  | Typ           |
| --- | ------------------ | -------------------- | ------------- |
| 1.  | 26. September 2008 | Oberstdorf           | Großschanze   |
| 2.  | 21. Januar 2012    | Sapporo (Ōkurayama)  | Großschanze   |
| 3.  | 11. Januar 2013    | Sapporo (Miyanomori) | Normalschanze |

## Statistik

### Weltcup-Platzierungen
| Saison  | Platz | Punkte |
| ------- | ----- | ------ |
| 2008/09 | 45.   | 50     |
| 2010/11 | 51.   | 46     |
| 2011/12 | 67.   | 06     |
| 2012/13 | 68.   | 08     |

### Grand-Prix-Platzierungen
| Saison | Platz | Punkte |
| ------ | ----- | ------ |
| 2008   | 40.   | 60     |
| 2010   | 51.   | 18     |
| 2011   | 71.   | 10     |